# Luka Basta
Luka Basta (Beograd, 3. ožujka 1990.) je srbijanski profesionalni košarkaš s kanadskom putovnicom. Igra na poziciji niskog krila, a trenutačno je član B-momčadi Partizana. 

## Karijera
Basta je rođen 1990. u Beogradu, ali se je s obitelji 1993. preselio u Kanadu. Djetinjstvo je proveo u Torontu i ondje je ostao sve do 2003. kada se natrag vraća u Srbiju. Profesionalnu košarkašku karijeru je započeo 2007. u beogradskom Beovuku koji je tada igrao u Srpskoj B ligi. Imao je nekoliko ponuda od prestižnih američkih sveučilišta da otiđe u Ameriku, ali odlučio je ostati u Srbiji. Treneru Partizana, Dušku Vujoševiću "zapeo je za oko" na jednoj utakmici srpske ljetnje lige, poznatije kao "Beton lige". Tada mu je Partizan odlučio ponuditi četverogodišnji ugovor, na koji je on pristao. 

## Vanjske poveznice
- Profil na NLB.com